# رکلویتس
رکلویتس (به آلمانی: Räckelwitz) یک شهر در آلمان است که در زاکسن واقع شده‌است. رکلویتس ۱٬۲۳۰ نفر جمعیت دارد.